# Wacław Osuchowski
Wacław Osuchowski (ur. 26 stycznia 1906 w Tarnopolu, zm. 23 listopada 1988 w Zamościu) – polski prawnik, adwokat, profesor nauk prawnych, specjalista w zakresie prawa rzymskiego.

## Życiorys
W latach 1916-1924 uczęszczał do gimnazjów w Wiedniu i Tarnopolu. Studiował prawo (1924-1928) i filologię klasyczną (1929-1931) na Uniwersytecie Jana Kazimierza. Studia kontynuował w Rzymie, Monachium i Paryżu (1931-1934). W 1933 habilitował się w UJK. Po powrocie z 4-letniego stypendium w Paryżu, we wrześniu 1937 został mianowany profesorem nadzwyczajnym prawa rzymskiego i kierownikiem Katedry Prawa Rzymskiego na Wydziale Prawa UJK. Od 1936 był członkiem Towarzystwa Naukowego we Lwowie. W okresie okupacji niemieckiej Lwowa (1941–1944) prowadził kancelarię adwokacką i wykładał na tajnym Wydziale Prawa UJK. W listopadzie 1945 wysiedlony ze Lwowa osiadł w Krakowie, gdzie został profesorem i kierownikiem Katedry Prawa Rzymskiego w UJ. Wykładał na Katolickim Uniwersytecie Lubelskim (1945-47), Uniwersytecie Wrocławskim (1946-49) i Uniwersytecie Jagiellońskim (1945-1976).
Pod jego kierunkiem w 1948 stopień naukowy doktora otrzymał na Wydziale Prawa UJ Stanisław Płodzień.
Otrzymał Złoty Krzyż Zasługi (1954).
Pochowany na cmentarzu Rakowickim w Krakowie.
.

## Publikacje
- Le caractere juridique de l’Actio Civilis Incerti a la lumiere des scolies des Basiliques, „Eos” 58 (1956), z.3, s. 455-465.
- Le probleme du „secum pensare” en droit romain a le umiere des scola et des Basiliques, „Archivum Iuridicum Cracoviense” 3 (1970), s.149-163.
- Von der Modificationen Justinianischen Texte in der Basiliken im Borei in von Gegenforderungen, „Analecta Juridicum Cracoviensie” 9 (1976), s.119-131.